# Imam Shamil

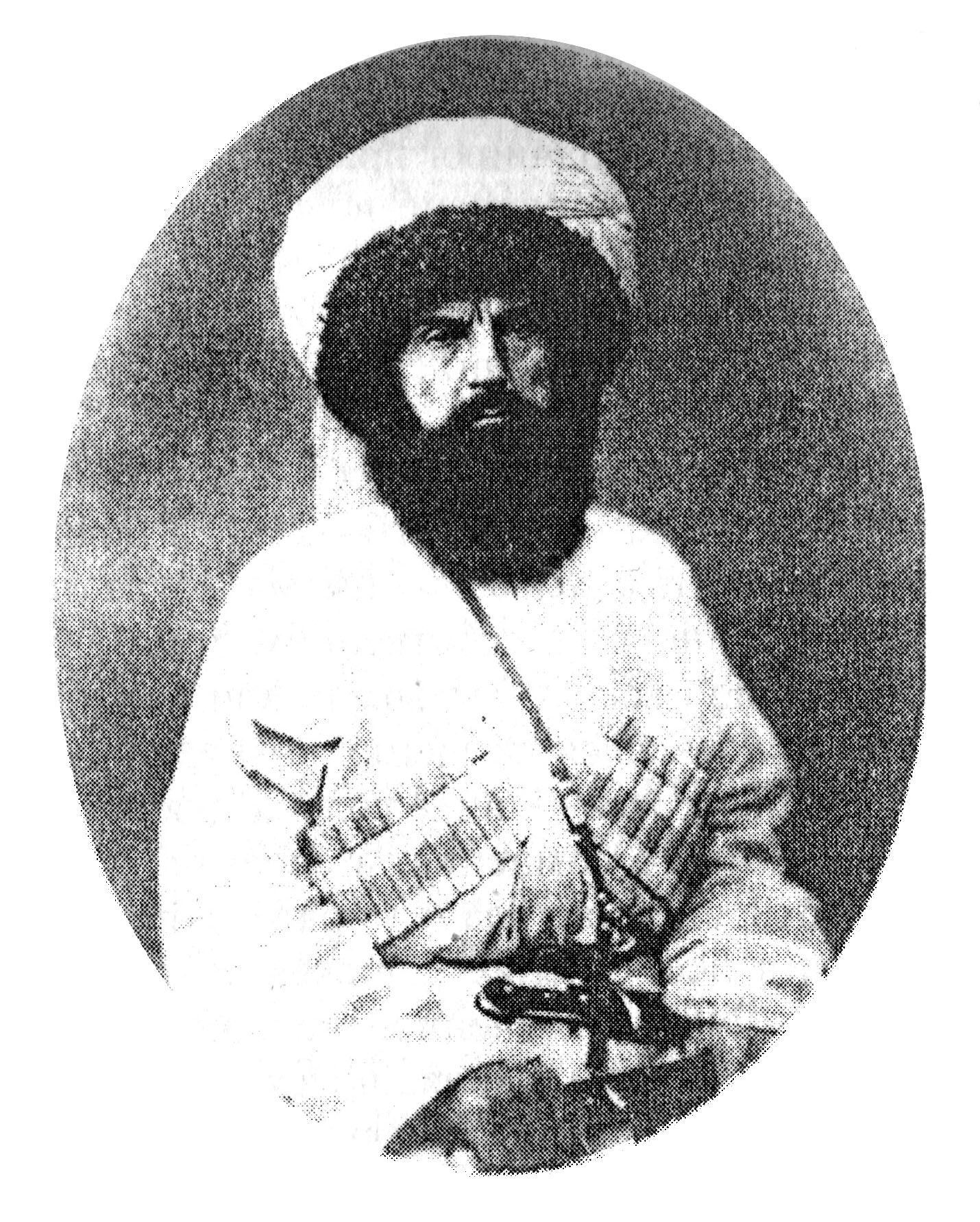
Imam Shamil

Imam Shamil (tiếng Thổ Nhĩ Kỳ: Şeyh Şamil cũng được đánh vần là Shamyl, Schamil, hay Schamyl; tiếng Nga: Имам Шамиль; 1797 – tháng 3 năm 1871) là một chính trị gia và thủ lĩnh người Avar của các bộ tộc Hồi giáo thuộc vùng Bắc Caucasus. Ông là một lãnh đạo cuộc kháng chiến chống Nga trong cuộc Chiến tranh Caucasian và là Imam (Lãnh tụ Hồi giáo) thứ ba của Dagestan và Chechnya (1834-1859).

## Gia đình và tuổi trẻ
Imam Shamil sinh năm 1797, trong một ngôi làng nhỏ (aul) thuộc Gimry, hiện là Dagestan, Nga. Tên gốc của ông là Ali, nhưng theo phong tục địa phương, tên ông đã được thay đổi khi ông ốm yếu. Cha ông, Dengau, là một địa chủ tự do, và địa vị này cho phép Shamil cùng người bạn thân của mình Ghazi Mollah học được nhiều môn kể cả tiếng Ả Rập và logic. Shamil đã biến mình thành một người có học vấn và được kính trọng về kinh Quran và Sunnah trong số những người Hồi giáo vùng Kavkaz.
Shamil sinh ra ở thời điểm khi Đế chế Nga đang mở rộng vào những lãnh thổ của Đế chế Ottoman và Ba Tư (xem Chiến tranh Nga-Ba Tư (1804-1813) và Chiến tranh Nga-Thổ). Sau cuộc xâm lược của Nga, nhiều quốc gia vùng Caucasus đã thống nhất kháng chiến chống lại sự cai trị hà khắc của Sa hoàng trong cái sẽ được gọi là cuộc Chiến tranh Caucasian. Một số lãnh đạo ban đầu của cuộc kháng chiến Caucasian là Sheikh Mansur và Ghazi Mollah. Shamil trên thực tế là người bạn từ thời trẻ với Mollah, và sẽ trở thành người đồng sự và cố vấn của ông.

## Chiến tranh chống Nga

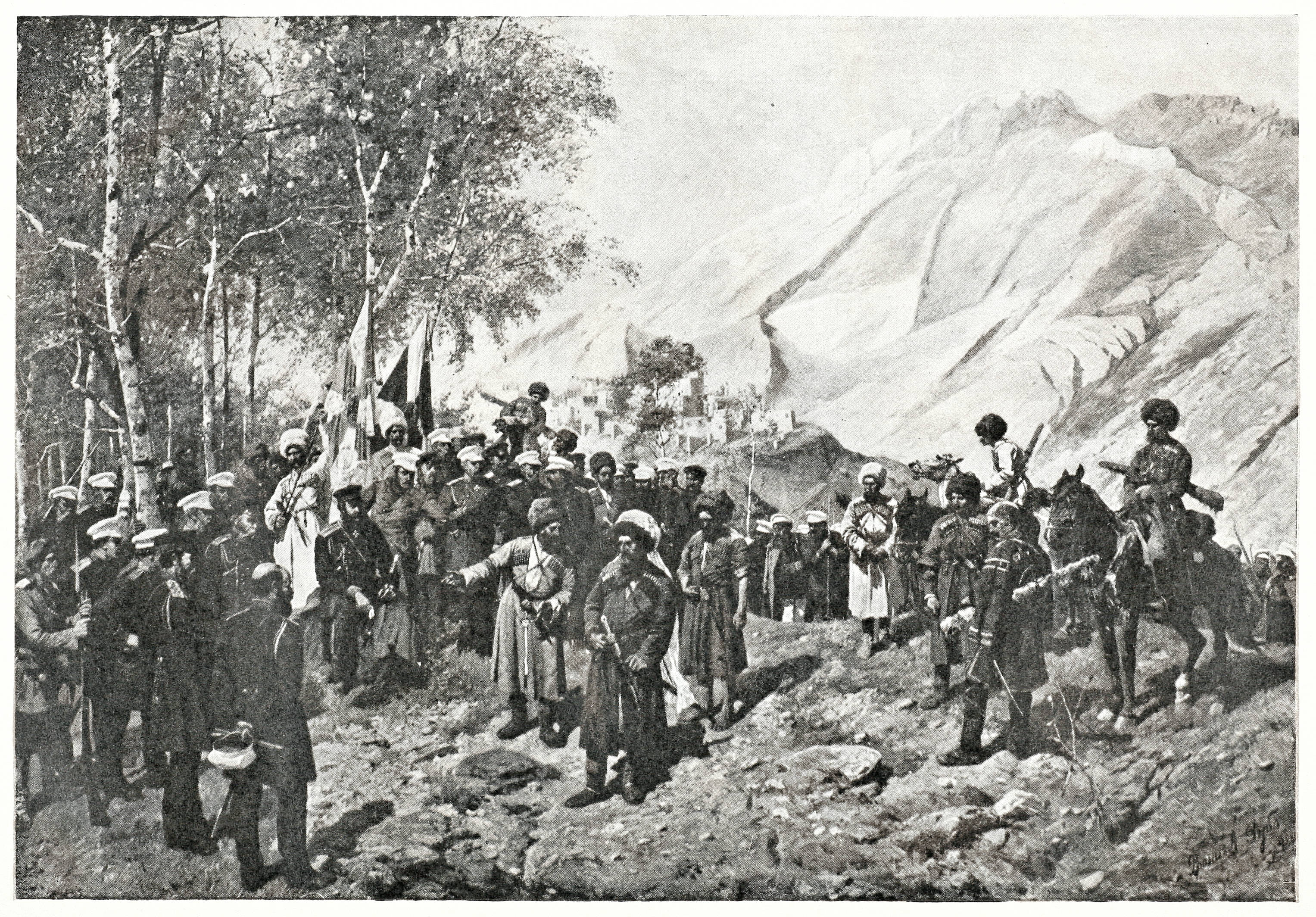
Bắt giữ Shamil, của Franz Roubaud.

Năm 1832, Ghazi Mollah chết trong trận Gimry, và Shamil là một trong chỉ hai Murid trốn thoát, nhưng ông bị những vết thương nặng. Ông lẩn trốn và cả người Nga cùng các Murid đều cho là ông đã chết. Khi đã bình phục, ông xuất hiện và tái gia nhập với các murid, dưới sự lãnh đạo của Imam thứ ba, Gamzat-bek. Khi ông này bị Hadji Murad ám hại năm 1834, Shamil thay thế trở thành người lãnh đạo số một của cuộc kháng chiến Caucasian và là Imam thứ ba của Daghestan. Năm 1839 (tháng 6-tháng 8), Shamil và những người lính của mình, 4000 người, phụ nữ và trẻ em, bị bao vây trong pháo đài trên núi Akhoulgo, náu mình trong khúc quanh của Sông Andee Koisou, khoảng mười dặm phía đông Gimry. Cuộc bao vây mang tính sử thi này của cuộc chiến kéo dài tám mươi ngày, với kết quả cuối cùng là thắng lợi của người Nga. Người Nga chịu khoảng 3000 thương vong khi đánh chiếm pháo đài, còn những người nổi dậy hầu như bị tàn sát toàn bộ sau những trận đánh đẫm máu là đặc trưng của cuộc chiến, không hề có sự tha chết. Shamil và một toán nhỏ những đồng sự thân cận, gồm cả một số gia đình đã tìm cách trốn thoát một cách thần kỳ theo các vách núi và xuyên qua vòng vây của người Nga trong những ngày cuối cùng tại Akhoulgo. Sau khi trốn thoát ông một lần nữa tụ tập binh sĩ và chống lại sự chiếm đóng của Nga. Shamil đã thành công trong việc thống nhất nhiều bộ tộc Caucasian, vốn thường tranh cãi lần nhau, trong cuộc chiến chống lại người Nga. Ông sử dụng hiệu quả các chiến thuật chiến tranh du kích và kháng chiến dưới sự lãnh đạo của mình cho tới năm 1859. Ngày 25 tháng 8 năm 1859 Shamil và gia đình mình, với một thoả thuận với Hoàng đế Nga, chấp nhận trở thành những vị khách của Hoàng gia trong vài ngày. Vị hoàng đế rất tôn trọng ông, và các vị Tướng của Sa hoàng cũng bày tỏ sự tôn trọng của mình với Imam

## Những năm cuối cùng
Sau khi bị bắt giữ, Shamil bị đưa tới Saint Petersburg để gặp Hoàng đế Alexander II. Sau đó ông bị lưu đày tới Kaluga, khi ấy là một thị trấn nhỏ gần Moskva. Sau nhiều năm tại Kaluga ông phàn nàn với chính quyền về khí hậu, và vào tháng 12 năm 1868 Shamil được phép chuyển tới Kiev, một trung tâm thương mại ở phía tây nam Đế chế. Tại Kiev ông được cấp một ngôi nhà lớn ở phố Aleksandrovskaya. Chính quyền Đế quốc ra lệnh cho người chỉ huy cảnh sát Kiev giữ Shamil "chặt chẽ nhưng không giám sát quá đáng" và trao cho thành phố một khoản tiền lớn để cung cấp cho các nhu cầu của ông. Shamil dường như đã thích sự giam giữ xa xỉ này, cũng như thành phố Kiev, điều này đã được xác nhận trong những bức thư ông gửi đi từ đây.
Năm 1869 ông được phép thực hiện chuyến hành hương tới thành phố Mecca linh thiêng. Đầu tiên ông đi từ Kiev tới Odessa và sau đó đi tàu tới Istanbul, nơi ông được Sultan Abdulaziz của Đế chế Ottoman chào đón. Ông trở thành một vị khách tại Cung điện Topkapi của Đế quốc trong một thời gian ngắn và rời Istanbul trên một con tàu cho Sultan cấp riêng cho ông. Sau khi hoàn thành cuộc hành hương tới Mecca, ông mất tại Medina năm 1871 trong khi đang thăm thành phố này, và được chôn cất tại Jannatul Baqi, một nghĩa trang lịch sử tại Medina nơi nhiều nhân vật nổi tiếng của lịch sử Hồi giáo được chôn cất. Hai người con trai lớn của ông, (Cemaleddin và Muhammed Şefi), mà ông để lại Nga để được phép tới Mecca, trở thành các sĩ quan trong quân đội Nga, trong khi hai người con trai nhỏ, (Muhammed Gazi và Muhammed Kamil), phục vụ trong quân đội Thổ Nhĩ Kỳ.
Said Shamil, một người cháu trai của Imam Shamil, trở thành một trong những người sáng lập Cộng hoà Miền núi Bắc Caucasus, tồn tại trong giai đoạn 1917 và 1920 và sau này, vào năm 1924, ông đã thành lập "Uỷ ban Độc lập cho Caucasus" tại Đức.

### Các dự án liên quan
Tư liệu liên quan tới Imam Shamil tại Wikimedia Commons
- "Shamyl" . Encyclopædia Britannica (ấn bản thứ 11). 1911.